# .bi
.bi為布隆迪國家及地區頂級域（ccTLD）的域名。它是由布隆迪国家信息技术中心管理。.bi域名于1996年10月首次啟用。2002年7月16日，布隆迪全國網站都可以使用.bi。

## 外部連結
- IANA .bi whois information（页面存档备份，存于）